# Beryl Grey

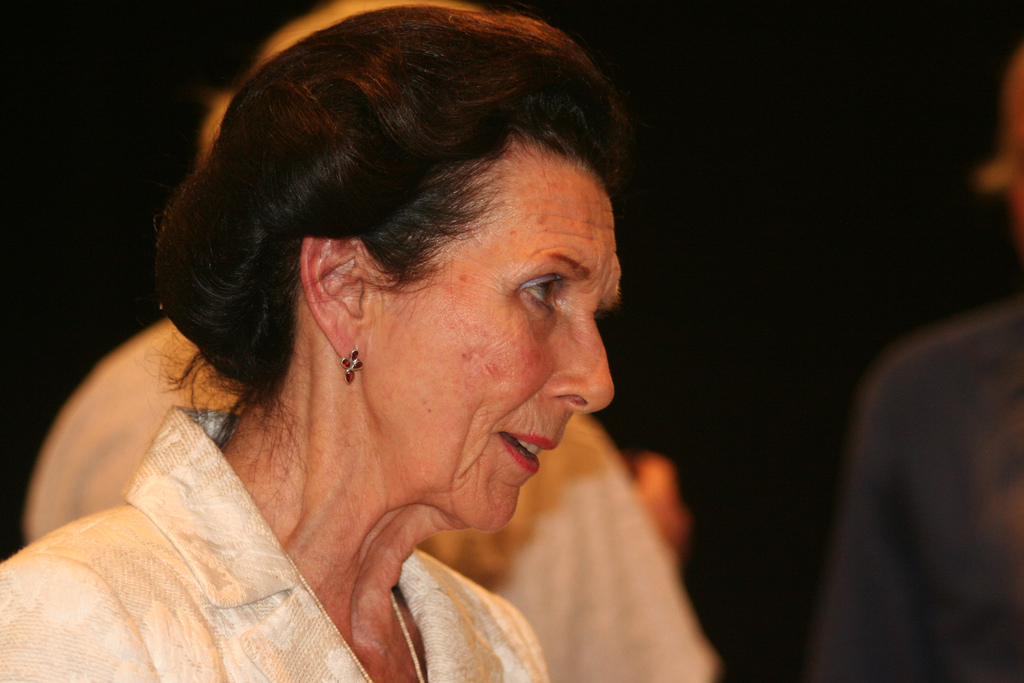
Dame Beryl Grey (2006)

Dame Beryl Grey CH, DBE, FRSA (Geburtsname: Beryl Svenson; * 11. Juni 1927 in London; † 10. Dezember 2022) war eine britische Primaballerina.

## Leben
Die als Beryl Svenson Geborene begann bereits früh mit dem Ballett und erhielt schon 1936 im Alter von neun Jahren ein Stipendium für die Sadler’s Wells Ballettschule. Ihren ersten Soloauftritt hatte sie 1941 in der Rolle der Sabrina im Maskenspiel „Comus“ von John Milton in der Vertonung von Thomas Arne.
Zwischen 1942 und 1957 war sie als Primaballerina am Sadler’s Wells Ballett engagiert und hatte 1943 als bis dahin jüngste Tänzerin die Titelrolle in „Giselle“ getanzt. Als erste englische Ballerina hatte sie im Anschluss zwischen 1957 und 1958 Gastauftritte im Bolschoi-Theater in Moskau. 1964 folgten Gastauftritte beim Chinesischen Ballett in Peking.
Nach Beendigung ihrer tänzerischen Laufbahn war sie zwischen 1968 und 1979 künstlerische Leiterin des London Festival Ballet, des heutigen England National Ballett.
1981 erschienen ihre Memoiren unter dem Titel „My Favourite Ballet Stories“. Für ihre Verdienste wurde sie 1988 als Dame Commander of the Order of the British Empire ausgezeichnet.

## Einzelnachweis
1. ↑  Chris Wiegand: Dame Beryl Grey, British ballerina with ‘all the gifts’, dies aged 95. In: theguardian.com. 11. Dezember 2022, abgerufen am 11. Dezember 2022 (englisch).

| Personendaten    | Personendaten                              |
| ---------------- | ------------------------------------------ |
| NAME             | Grey, Beryl                                |
| ALTERNATIVNAMEN  | Svenson, Beryl (Geburtsname)               |
| KURZBESCHREIBUNG | britische Balletttänzerin und Choreografin |
| GEBURTSDATUM     | 11. Juni 1927                              |
| GEBURTSORT       | London                                     |
| STERBEDATUM      | 10. Dezember 2022                          |